# ژاک اودیبرتی
ژاک اودیبرتی (به فرانسوی: Jacques Audiberti) نویسنده، شاعر و نمایش‌نامه نویس قرن نوزدهم میلادی اهل فرانسه است.